# Malinovo, Loveci
Malinovo (în bulgară Малиново) este un sat în comuna Loveci, regiunea Loveci,  Bulgaria. 

## Demografie
Componența etnică a satului Malinovo
     Bulgari (33,98%)
     Turci (61,95%)
     Nicio identificare (3,07%)
     Altele (0,97%)
La recensământul din 2011, populația satului Malinovo era de 715 locuitori. Din punct de vedere etnic, majoritatea locuitorilor (61,95%) erau turci, cu o minoritate de bulgari (33,98%). Pentru 3,07% din locuitori nu este cunoscută apartenența etnică.